# Alice in Borderland
Alice in Borderland (jap. 今際の国のアリス Imawa no kuni no Arisu) – manga autorstwa Haro Asō, publikowana na łamach magazynu „Shōnen Sunday S” wydawnictwa Shōgakukan od listopada 2010 do marca 2015. Następnie została przeniesiona do magazynu „Shūkan Shōnen Sunday”, gdzie ukazywała się od kwietnia 2015 do marca 2016. W Polsce prawa do jej dystrybucji wykupiło Studio JG.
Spin-off, Imawa no michi no Alice, zilustrowany przez Takayoshiego Kurodę, był publikowany w magazynie „Gekkan Sunday Gene-X” od sierpnia 2015 do lutego 2018. Sequel, zatytułowany Imawa no kuni no Alice Retry, był wydawany w czasopiśmie „Shūkan Shōnen Sunday” od października 2020 do stycznia 2021.
Na podstawie głównej serii mangi powstała TV drama, wyprodukowana przez Netflix i wyreżyserowana przez Shinsuke Satō. Premiera pierwszego sezonu odbyła się w grudniu 2020, drugiego zaś w grudniu 2022.

## Fabuła
Ryōhei Arisu jest znudzony swoim obecnym życiem i żałuje, że nie może żyć w innym świecie, który byłby dla niego bardziej ekscytujący. Podczas festiwalu fajerwerków jego życzenie niespodziewanie zostaje spełnione i wraz z dwójką swoich przyjaciół, Daikichim i Chōtą, zostaje przeniesiony do postapokaliptycznego świata równoległego. Cała trójka zostaje zmuszona do udziału w grach, w których ryzykują własnym życiem. Na koniec każdej z nich bohaterowie otrzymują karty z francuskiej talii, które muszą zebrać, aby wrócić do domu.

## Bohaterowie
- Ryōhei Arisu (jap. 有栖 良平 Arisu Ryōhei)

Seiyū: Yoshimasa Hosoya 
- Yuzuha Usagi (jap. 宇佐木 柚葉 Usagi Yuzuha)

Seiyū: Minako Kotobuki 
- Daikichi Karube (jap. 苅部 大吉 Karube Daikichi)

Seiyū: Tatsuhisa Suzuki 
- Chōta Segawa (jap. 勢川 張太 Segawa Chōta)

Seiyū: Tsubasa Yonaga 
- Saori Shibuki (jap. 紫吹 小織 Shibuki Saori)

Seiyū: Maaya Sakamoto 
- Shuntarō Chishiya (jap. 苣屋 駿太郎 Chishiya Shuntarō)

Seiyū: Takahiro Sakurai 

## Manga
Seria ukazywała się w magazynie „Shōnen Sunday S” od 25 listopada 2010 do 25 marca 2015. Później została przeniesiona do magazynu „Shūkan Shōnen Sunday”, gdzie ukazywała się od 8 kwietnia 2015 do 2 marca 2016. Wydawnictwo Shōgakukan zebrało jej 65 rozdziałów w 18 tankōbonów, wydanych między 18 kwietnia 2011 a 18 kwietnia 2016.
W Polsce wydanie mangi w 9 tomach zbiorczych zapowiedziało wydawnictwo Studio JG, premiera zaś odbyła się 3 listopada 2023.
| Nr | Język japoński       | Język japoński         | Język polski     | Język polski           |
| Nr | Data wydania         | ISBN                   | Data wydania     | ISBN                   |
| -- | -------------------- | ---------------------- | ---------------- | ---------------------- |
| 1  | 18 kwietnia 2011     | ISBN 978-4-09-122819-2 | 3 listopada 2023 | ISBN 978-83-8257-283-4 |
| 2  | 16 września 2011     | ISBN 978-4-09-123269-4 | 3 listopada 2023 | ISBN 978-83-8257-283-4 |
| 3  | 18 stycznia 2012     | ISBN 978-4-09-123444-5 | 25 marca 2024    | ISBN 978-83-8257-391-6 |
| 4  | 18 lipca 2012        | ISBN 978-4-09-123779-8 | 25 marca 2024    | ISBN 978-83-8257-391-6 |
| 5  | 18 października 2012 | ISBN 978-4-09-123897-9 | 26 czerwca 2024  | ISBN 978-83-8257-471-5 |
| 6  | 18 stycznia 2013     | ISBN 978-4-09-124171-9 | 26 czerwca 2024  | ISBN 978-83-8257-471-5 |
| 7  | 17 maja 2013         | ISBN 978-4-09-124304-1 | 30 września 2024 | ISBN 978-83-8257-547-7 |
| 8  | 16 sierpnia 2013     | ISBN 978-4-09-124363-8 | 30 września 2024 | ISBN 978-83-8257-547-7 |
| 9  | 18 grudnia 2013      | ISBN 978-4-09-124514-4 | 13 stycznia 2025 | ISBN 978-83-8257-633-7 |
| 10 | 18 marca 2014        | ISBN 978-4-09-124580-9 | 13 stycznia 2025 | ISBN 978-83-8257-633-7 |
| 11 | 18 czerwca 2014      | ISBN 978-4-09-124667-7 | —                |                        |
| 12 | 17 października 2014 | ISBN 978-4-09-125308-8 | —                |                        |
| 13 | 18 grudnia 2014      | ISBN 978-4-09-125416-0 | —                |                        |
| 14 | 18 lutego 2015       | ISBN 978-4-09-125560-0 | —                |                        |
| 15 | 18 maja 2015         | ISBN 978-4-09-125837-3 | —                |                        |
| 16 | 18 września 2015     | ISBN 978-4-09-126206-6 | —                |                        |
| 17 | 18 stycznia 2016     | ISBN 978-4-09-126698-9 | —                |                        |
| 18 | 18 kwietnia 2016     | ISBN 978-4-09-127097-9 | —                |                        |

Spin-off, zatytułowany Imawa no michi no Alice, napisany przez Aso i zilustrowany przez Takayoshi Kuroda, był wydawany się w magazynie „Gekkan Sunday Gene-X” od 19 sierpnia 2015 do 19 lutego 2018. Wydawnictwo Shōgakukan skompilowało jego rozdziały do 8 tankōbonów, opublikowanych między 18 stycznia 2016 a 19 marca 2017.
| Nr | Data wydania (język japoński) | ISBN (język japoński)  |
| -- | ----------------------------- | ---------------------- |
| 1  | 18 stycznia 2016              | ISBN 978-4-09-157431-2 |
| 2  | 18 kwietnia 2016              | ISBN 978-4-09-157444-2 |
| 3  | 19 sierpnia 2016              | ISBN 978-4-09-157457-2 |
| 4  | 19 stycznia 2017              | ISBN 978-4-09-157471-8 |
| 5  | 19 czerwca 2017               | ISBN 978-4-09-157488-6 |
| 6  | 17 listopada 2017             | ISBN 978-4-09-157505-0 |
| 7  | 19 stycznia 2018              | ISBN 978-4-09-157510-4 |
| 8  | 19 marca 2018                 | ISBN 978-4-09-157516-6 |

Kolejna seria, zatytułowana Imawa no kuni no Alice Retry, był publikowany magazynie „Shūkan Shōnen Sunday” od 14 października 2020 do 20 stycznia 2021. Wydawnictwo Shōgakukan zebrało jego rozdziały w 2 tankōbonach, wydanych 11 grudnia 2020 i 18 lutego 2021.
| Nr | Data wydania (język japoński) | ISBN (język japoński)  |
| -- | ----------------------------- | ---------------------- |
| 1  | 11 grudnia 2020               | ISBN 978-4-09-850365-0 |
| 2  | 18 lutego 2021                | ISBN 978-4-09-850388-9 |

## OVA
Manga została zaadaptowana na 3-odcinkową serię OVA wyprodukowaną przez studia Silver Link i Connect i wyreżyserowaną przez Hidekiego Tachibanę. Pierwszy odcinek został dołączony do limitowanej edycji 12. tomu mangi, wydanego 17 października 2014. Drugi odcinek został wydany z limitowaną edycją 13. tomu mangi, który ukazał się 18 grudnia 2014. Trzeci i ostatni odcinek został dołączony do limitowanej edycji 14. tomu mangi, opublikowanego 18 lutego 2015. Motywem otwierającym jest utwór „NEXTAGE” w wykonaniu grupy idolek i☆Ris.
| № | Tytuł                        | Premiera             |
| - | ---------------------------- | -------------------- |
| 1 | Kurabu no san (くらぶのさん) | 17 października 2014 |
| 2 | Supeedo no go (すぺえどのご) | 18 grudnia 2014      |
| 3 | Haato no nana (はあとのなな) | 18 lutego 2015       |

## TV drama
8-odcinkowy dramat telewizyjny na podstawie mangi został wyprodukowany przez Netflix i wyreżyserowany przez Shinsuke Satō. Jego premiera odbyła się 10 grudnia 2020 jednocześnie w ponad 190 krajach na całym świecie. W głównych rolach wystąpili Kento Yamazaki jako Ryōhei Arisu i Tao Tsuchiya jako Yuzuha Usagi. 24 grudnia 2020 zapowiedziano drugi sezon, jego premiera odbyła się zaś 22 grudnia 2022. W 2023 roku zapowiedziano sezon trzeci, natomiast jego premiera odbędzie się 25 września 2025. 